# La Muralla del Cadillal
La Muralla del Cadillal är en ort i Mexiko.   Den ligger i kommunen San Francisco del Rincón och delstaten Guanajuato, i den centrala delen av landet, 300 km nordväst om huvudstaden Mexico City. La Muralla del Cadillal ligger 1 785 meter över havet och antalet invånare är 267.
Terrängen runt La Muralla del Cadillal är platt åt nordost, men åt sydväst är den kuperad. Terrängen runt La Muralla del Cadillal sluttar österut. Runt La Muralla del Cadillal är det ganska tätbefolkat, med 124 invånare per kvadratkilometer. Närmaste större samhälle är Sauz de Armenta, 6,6 km nordväst om La Muralla del Cadillal. Trakten runt La Muralla del Cadillal består till största delen av jordbruksmark.